# 詹姆斯·達夫·布朗
詹姆斯·達夫·布朗（James Duff Brown，1862年11月6日—1914年2月26日），英國圖書館學家，對英國圖書館的現代化頗有貢獻。其貢獻有首創英國公共圖書館開架制度、創立主題分類法（Brown Subject Classification）、創建圖書館函授班與創辦《圖書館世界》（The Library World）月刊，此外還奠定英國音樂圖書館的基礎，而其著作也多被選為圖館學的教科書。

## 生平
詹姆斯·達夫·布朗出生於英國愛丁堡，幼時接受過學校教育後，在12歲時到一間書店工作當學徒。14歲搬到格拉斯哥後，他先是在當地書店工作，兩年後進入當地菸草富商史蒂芬·米切爾（Stephen Mitchell）捐出570000英鎊在1877年所成立的米切爾圖書館（私人圖書館）擔任初級館員。26歲時，他受命擔任克拉肯韋爾（Clerkenwell）圖書館（自治區圖書館）館長，該館為當時新通過的公共圖書館法的實驗圖書館。1893年至美國芝加哥參加美國圖書館協會年會後，於隔年回國在其圖書館首創開架服務，在當時引發了不少爭議。1898年，他又創辦了《圖書館世界》月刊，主要刊登與圖書館專業學術相關的文章。1905年轉任伊斯林頓（Islington）公共圖書館館長後，於隔年發表了有別於杜威十進位分類法的主題分類法。之後在1914年2月26日病逝。